# Team Exergy

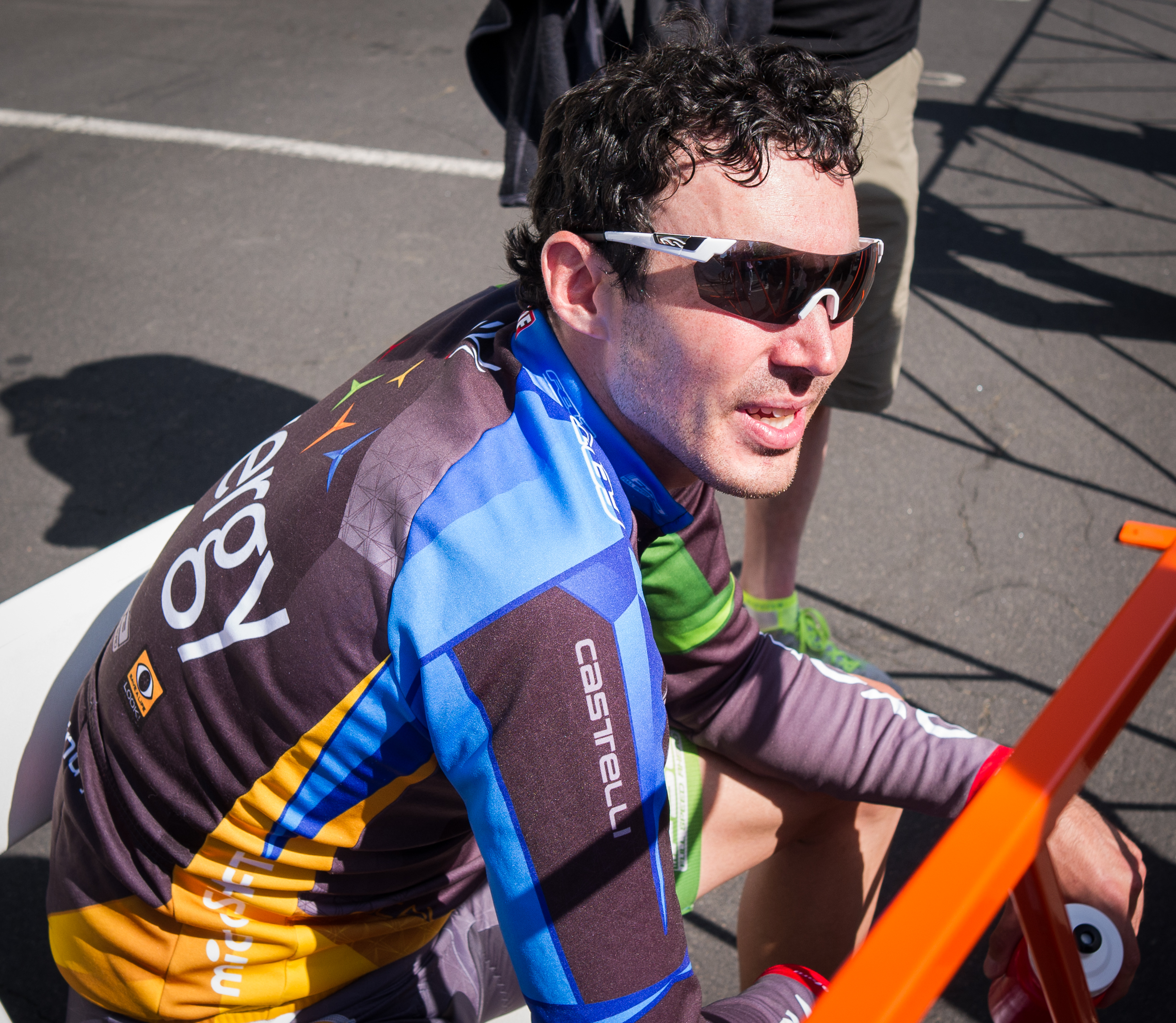
Sam Johnson a la Volta a Califòrnia 2012

L'equip Team Exergy (codi UCI: XRG) va ser un equip ciclista professional dels Estats Units de categoria Continental que va competir professionalment de 2011 a 2012. La formació s'havia creat el 2009 de forma amateur.

## Principals victòries

### Grans Voltes
- Tour de França
  - 0 participacions

- Giro d'Itàlia
  - 0 participacions

- Volta a Espanya
  - 0 participacions

## Classificacions UCI
L'equip participa en les proves dels circuits continentals i principalment en les curses del calendari de l'UCI Amèrica Tour. Aquesta taula presenta les classificacions de l'equip als circuits, així com el seu millor corredor en la classificació individual.
UCI Amèrica Tour
| Temporada | Classificació per equips | Millor ciclista en la classificació individual |
| --------- | ------------------------ | ---------------------------------------------- |
| 2011      | 24è                      | Fred Rodríguez (108è)                          |
| 2012      | 17è                      | Fred Rodríguez (32è)                           |